# Élisabeth Françoise Armide de Rochechouart
Élisabeth Françoise Armide de Rochechouart, comtesse de Rochechouart, née en 1757 et morte en 1805 à Kherson (Russie, actuelle Ukraine), est une noble française, fille d'un écrivain célèbre en son temps, qui s'est illustrée par ses actions contre-révolutionnaires. Elle tente notamment d'organiser l'évasion de la reine Marie-Antoinette d'Autriche.

## Biographie

### Famille et éducation
Anne Françoise Élisabeth Armide Durey de Morsan (aussi dite d'Arnoncourt) naît en 1757. Sa mère est la vicomtesse Anne Geneviève François d'Albignac de Castelnau et son père est l'écrivain Joseph Marie Durey de Morsan (13 août 1717-1795), seigneur de Montigny, ami de Jean-Jacques Rousseau et protégé de Voltaire.
Elle est la nièce de Louise Bernarde Durey, épouse de l'intendant de la généralité de Paris Louis Jean Bertier de Sauvigny (1709-1788). Par sa mère, elle est aussi la nièce de Philippe François d’Albignac de Castelnau, évêque d'Angoulême à partir de 1784, et député aux États généraux de 1789.
Elle épouse le 3 juillet 1775 à 18 ans le comte Louis-Pierre Jules César de Rochechouart (12 janvier 1755-3 novembre 1801), seigneur de la Brosse, Mont, Mareau, La Salle et Montpoullain, général et gouverneur militaire de Paris. Elle lui apporte un million en dot et 50 000 livres de rente[Selon qui ?] . Ils divorcent en 1797,.

### Contre-révolutionnaire
Introduite à la Cour, Élisabeth Françoise Armide de Rochechouart cherche à se rapprocher de la reine Marie-Antoinette d'Autriche sans véritablement y parvenir. Originale, scandaleuse, intelligente, elle appartient à une loge d'adoption féminine.
Après l'emprisonnement de la famille royale au Temple en 1792, elle participe à divers projets contre-révolutionnaires.
Elle réunit des fonds pour faire acquitter le général Francisco de Miranda, un agent de l'Angleterre, traduit devant le tribunal révolutionnaire pour complicité avec Charles François Dumouriez, un transfuge de l'armée autrichienne.
Puis, elle tente de faire évader Marie-Antoinette d'Autriche en s'appuyant, selon les ambassadeurs Georges-Adam Starhemberg, ambassadeur d'Autriche à Londres et l'autrichien Florimond de Mercy-Argenteau, sur le journaliste Jacques-René Hébert, dit « père Duchesne », qu'elle voit à Passy quand il se rend chez ses amis le banquier Jean-Jacques Debeaune et son épouse hollandaise Bertha Winter, ou chez Jean-Conrad de Koch, avocat et banquier hollandais lié à William Pitt le jeune. Au printemps 1793, le projet auquel elle participe et auquel sont mêlés plusieurs administrateurs de la commune hébertistes, est sur le point d'aboutir, mais Marie-Antoinette d'Autriche fait savoir qu'elle ne peut laisser ses enfants derrière elle. L'évasion est ainsi reportée à plusieurs reprises, mais ses allées et venues éveillent les soupçons des autorités.

### Exil suite aux dénonciations
Lors de l'instruction visant plusieurs membres de la Commune hébertiste où Élisabeth Françoise Armide de Rochechouart a des relations, un mandat d'arrêt est lancé contre elle. Absente lorsque les gendarmes se présentent à son domicile de Passy, elle est avertie in extremis par son fils Louis-Victor-Léon de Rochechouart (4 septembre 1788 Paris-26 février 1858 Jumilhac-le-Grand), âgé seulement de douze ans, et peut échapper à une mort certaine. Il est souvent question d'elle dans les dénonciations de l'indicateur Louis-François de Ferrières-Sauveboeuf qui connait son mari, alors retiré au château de Montpipeau. Elle réussit à quitter le pays. En représailles, sa fille Françoise Alexandrine Cornélie de Rochechouart, âgée de sept ans, est retirée par les autorités de la pension où elle séjourne et meurt en errant dans les rues.
Sous le Directoire, Élisabeth Françoise Armide de Rochechouart obtient l'aval du gouvernement britannique pour se charger d'une correspondance secrète depuis Paris. William Cavendish-Bentinck, duc de Portland, met des fonds à sa disposition et elle entre en contact avec Charles-Maurice de Talleyrand-Périgord. Mais le projet tourne court et elle est chassée de France. Elle s'exile d'abord à Londres puis aboutit à Hambourg en compagnie de l'abbé Benjamin-François de La Géard de Cherval des Bories, son ex-amant et complice. Elle dépense beaucoup d'argent, et change plusieurs fois de pays.
Après s'être rendue dans plusieurs pays, elle parvient à passer en Suisse où elle retrouve ses deux fils qu'elle avait laissés aux soins d'un couple à Caen. Sur cette période, elle se sépare de son mari et se lie avec le chargé d'affaires anglais William Wickham.
La famille s'est enfuie en Allemagne où elle vend ce qu'elle a pu pour survivre.
Élisabeth Françoise Armide de Rochechouart meurt en 1805 à Kherson dans un grand dénuement. Son fils Louis-Victor-Léon de Rochechouart, qui deviendra général pour les royalistes et les Russes pendant les guerres napoléoniennes, arrivé à son chevet un jour après son décès, écrit : « Ainsi se termina la vie de cette femme si intéressante et si malheureuse ; elle possédait tout ce qui peut contribuer au bonheur terrestre: belle, spirituelle, aimable et riche, mariée à dix-huit ans à un homme qui lui donnait ses entrées à la Cour ; la Révolution et les intrigues dans lesquelles elle s'était jetée inconsidérément l'ont précipitée des grandeurs dans un abîme de malheurs, de souffrance et de misère ».